# Erythrus axillaris
Erythrus axillaris är en skalbaggsart som beskrevs av Aurivillius 1910. Erythrus axillaris ingår i släktet Erythrus och familjen långhorningar.
Artens utbredningsområde är Sarawak. Inga underarter finns listade i Catalogue of Life.